# Mediouna, Algérie
Mediouna là một đô thị thuộc tỉnh Relizane, Algérie. Dân số thời điểm năm 2002 là 28.733 người.